# Tuyển hầu xứ Mainz
Tuyển hầu xứ Mainz (tiếng Đức: Kurfürstentum Mainz hoặc Kurmainz; tiếng La Tinh: Electoratus Moguntinus), còn gọi là Tuyển hầu quốc Mainz, là một trong những vùng lãnh thổ theo truyền thống có quyền bầu cử Hoàng đế La Mã Thần thánh. Đây là một trong vùng lãnh thổ tuyển cử có địa vị và thế lực chính trị lớn nhất của Đế chế La Mã Thần thánh.
Giữ địa vị Tuyển đế hầu xứ Mainz (Kurfürst von Mainz) là Tổng giám mục Mainz, vừa là nhà cai trị thế tục của Tổng giáo phận vương quyền Mainz (Erzstift Mainz), vừa là lãnh tụ tinh thần của Tổng giáo phận Mainz (Erzbistum Mainz).
Tuyển hầu xứ Mainz đã giữ vị trí quyền lực hàng đầu đế chế trong suốt thời kỳ Trung cổ. Tuyển đế hầu xứ Mainz là một trong bảy Tuyển đế hầu bầu chọn ra Hoàng đế La Mã Thần thánh. Ngoài ra, trong hệ thống phân cấp của Công giáo La Mã, Tổng giám mục Mainz cũng là Giáo trưởng của Đức (primas Germaniae) , là một danh hiệu cao quý trong Công giáo La Mã, đôi khi một vài tổng giám mục khác cũng tự xưng danh hiệu này nhưng không được Tòa Thánh công nhận. Tổng giám mục Mainz còn là Đại sứ Giáo hoàng (papal legate) ở phía Bắc dãy Alps cho đến khi Tổng giáo phận Mainz bị giải thể vào năm 1806.
Đối với hệ thống đẳng cấp của Đế quốc La Mã Thần thánh, Tuyển hầu xứ Mainz là một trong trong 3 giáo phận vương quyền giữ địa vị Tuyển hẩu (bên cạnh Tuyển hầu xứ Köln và Tuyển hầu xứ Trier), đồng thời giữ cương vị Tổng thủ hiến của Đức (một trong ba vương quốc chính cấu thành nên Đế chế La Mã Thần thánh, hai vương quốc còn lại là Ý và Vương quốc Burgund) và do đó, được xếp hàng đầu tiên trong tất cả các Giáo phận vương quyền và lãnh địa thế tục của Đế chế, và chỉ đứng sau Hoàng đế. Địa vị chính trị của Tổng giám mục Mainz, đặc biệt là vai trò trung gian giữa các thành viên Đại hội Đế quốc và Hoàng đế, là rất đáng kể.

## Lịch sử

Huy hiệu của Tổng giáo phận Mainz giữa thế kỷ XIII.

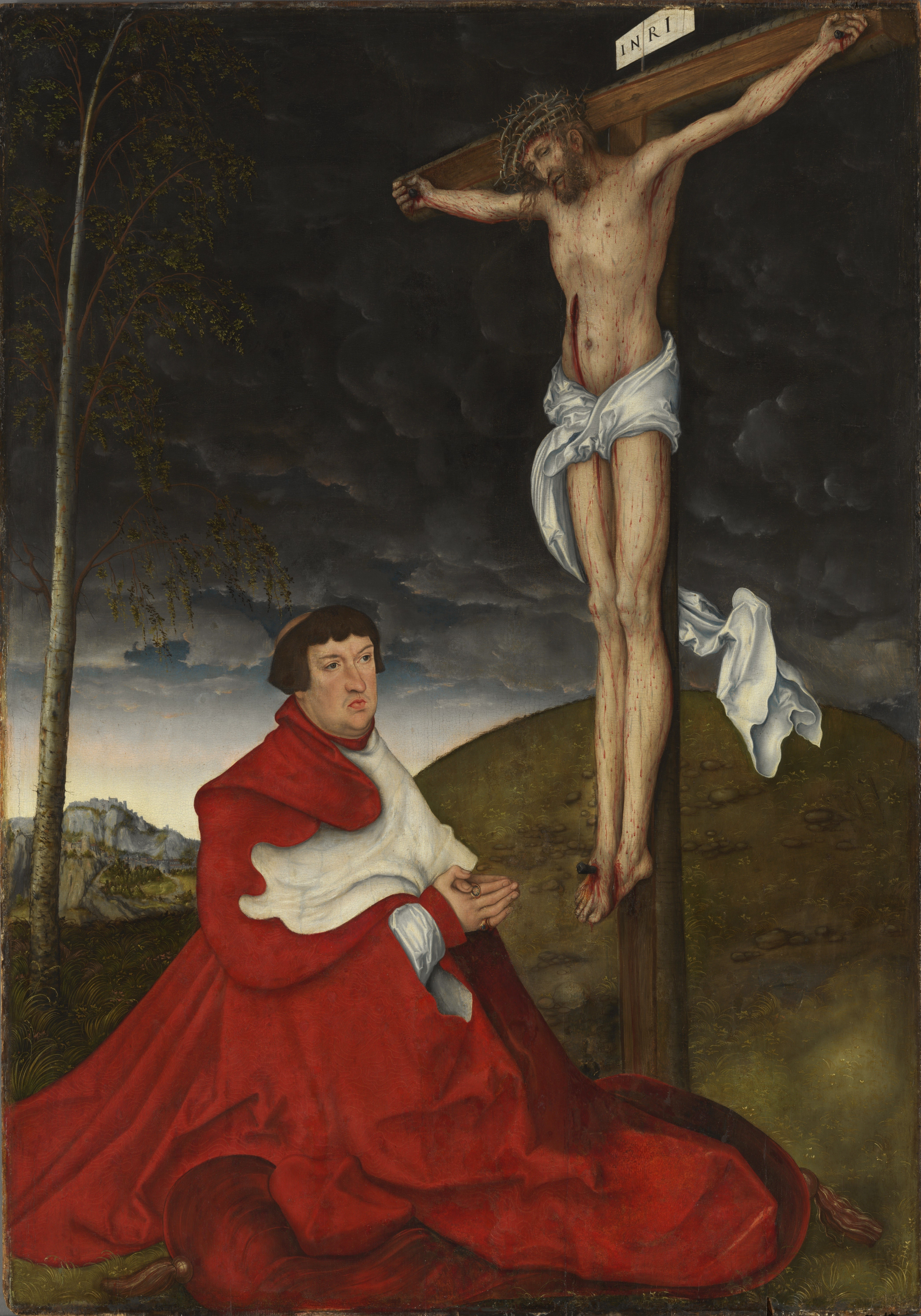
Tranh vẽ: Albert, Hồng y Tuyển hầu tước Mainz dưới chân Thánh giá.

Nguồn gốc của tước hiệu này có từ năm 747, khi thành phố Mainz được đặt làm trị sở của Tổng giám mục, và sự thế tục của các thế hệ tổng giám mục có năng lực và tham vọng sau này đã giúp nó trở thành một nhà nước thần quyền mạnh mẽ nhất Đế chế La Mã Thần thánh. Trong số những nhân vật này có thể kể đến Hatto I, Adalbert của Mainz, Siegfried III, Peter của Aspelt và Albert của Brandenburg. Trong suốt lịch sử của mình, đã từng xảy ra một số cuộc tranh giành bạo lực ngai vị Tổng giám mục của Mainz đã diễn ra, và các cuộc đấu đá này đôi khi khiến công dân của Mainz nổi dậy. Các vùng đất của tuyển hầu quốc này nằm xung quanh thành phố Mainz trên cả hai bờ sông Rhine; diện tích của đạt 3.200 dặm vuông vào cuối thời kỳ Đế chế. Vị Tuyển đế hầu cuối cùng là Karl Theodor von Dalberg, người đã mất quyền lực tạm thời khi tổng giáo phận bị thế tục hóa vào năm 1803.